# Abu Inan Faris
Abu Inan Faris, född 1329, död 1358, var regerande sultan av Marocko mellan 1348 och 1358. Han tillhörde marinidernas dynasti.